# Veertien canons

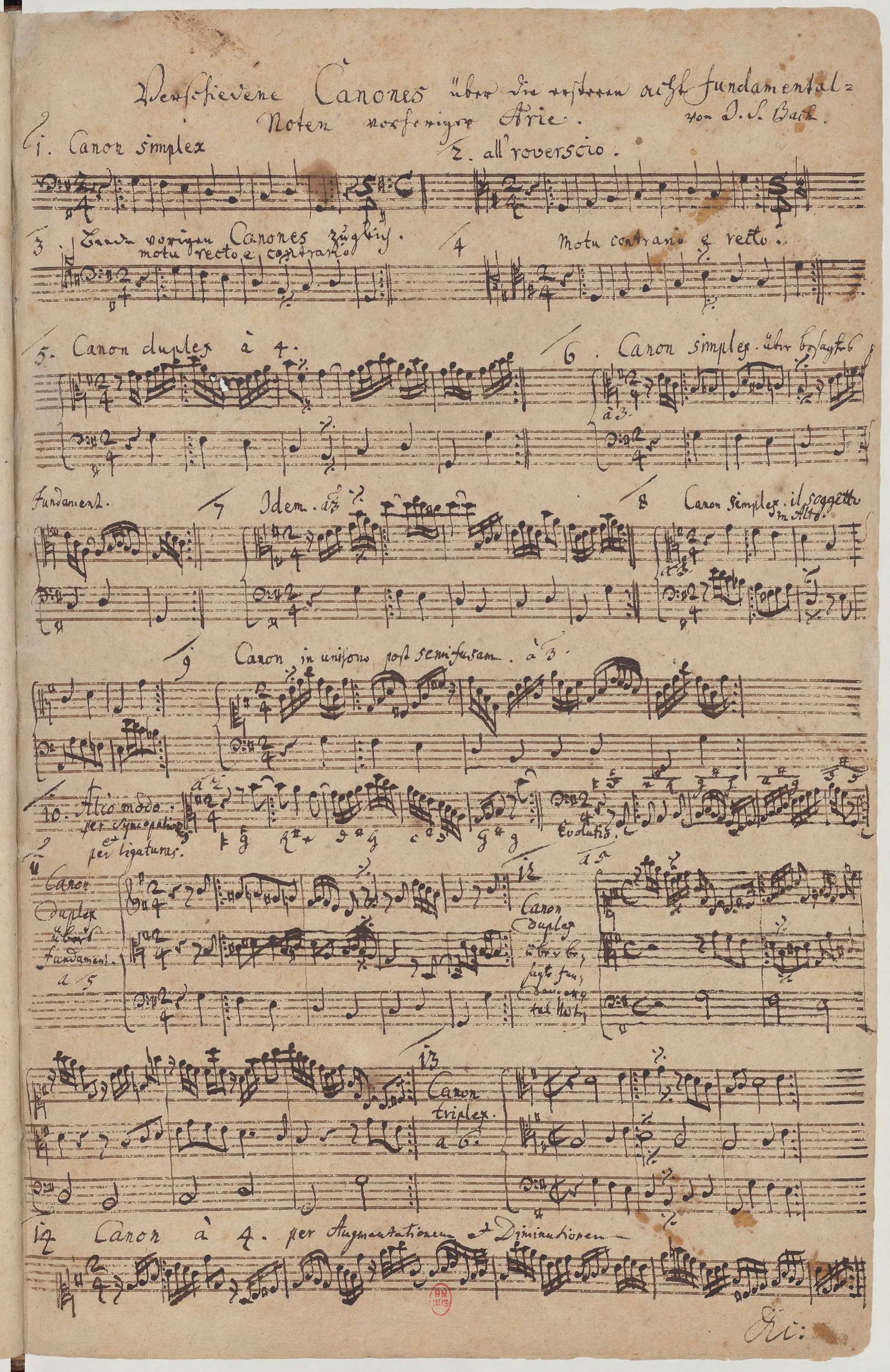
Autograaf van de 14 Canons BWV 1087 uit Bachs gedrukte handexemplaar van de Goldbergvariaties

De Veertien canons vormen een serie canons gecomponeerd door Johann Sebastian Bach.

## Achtergrond
De Veertien canons (BWV 1087) of Vierzehn Kanons über die ersten acht Fundamentalnoten der Aria aus den Goldberg-Variationen van Johann Sebastian Bach werden in het voorjaar van 1975 ontdekt in de archieven van een Straatsburgse hoogleraar. Deze bezat een exemplaar van de Goldbergvariaties waarin Bach persoonlijk enige fouten had verbeterd. Op de laatste pagina van deze druk echter ontdekte men een handgeschreven vel papier met 14 canons over de eerste 8 basnoten van de Goldbergvariaties. De titel van dit blad luidt: 

Verschillende canons over de eerste acht fundament-noten van de aria hiervoor van J.S. Bach

Het manuscript werd voor 500.000 frank verkocht aan de Parijse Bibliothèque nationale.

### Raadselschrift
Al was de Goldbergcyclus al in 1742 in druk verschenen, toch heeft Bach blijkbaar gezien dat er meer compositorische mogelijkheden in het materiaal scholen. Deze appendix betreft niet enige vrije variaties, ook geen intervalcanons zoals in de Goldbergvariaties zelf, maar het is veel eerder het resultaat van strenge en constructiegerichte analyse van de vorm van deze 8 noten. De canons zijn in zogeheten raadselschrift betiteld door Bach. De uitvoerder dient aan de hand van de notatie uit te vinden hoe de canon in elkaar steekt, hoe de stemmen verlopen en wanneer de stemmen ten opzichte van elkaar inzetten. Men kan ook stellen dat de 14 canons 'versleuteld' genoteerd zijn (raadselcanons). Dit procedé gebruikt Bach om de 'kenners' van de 'liefhebbers' te onderscheiden. Zie de titelbladen van de Clavier-Übungen, waarin Bach zich richt tot deze kenners en liefhebbers.

## Basnoten
De eerste acht basnoten van de Goldberg Variaties waarop de veertien canons gebaseerd zijn: 

## Overzicht van de 14 canons

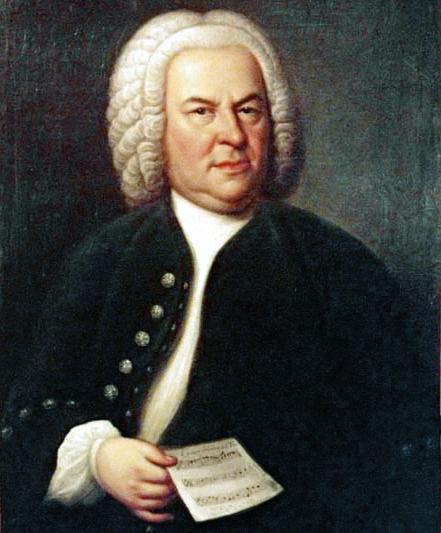
Haussmanns portret van Bach

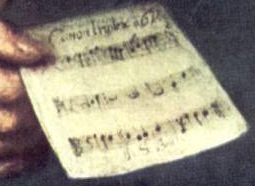
Detail uit Hausmanns Bach-portret. Hierop ziet men in de hand, een vel papier waarop de 13e canon genoteerd staat.

| Canon    | Bijschrift                                            | Notatie                                                                       | Afbeelding |
| -------- | ----------------------------------------------------- | ----------------------------------------------------------------------------- | ---------- |
| Canon 1  | Canon simplex                                         | eenstemmig genoteerd, tweestemmige uitwerking.                                |            |
| Canon 2  | all'roverscio                                         | eenstemmig genoteerd, tweestemmige uitwerking.                                |            |
| Canon 3  | Beede vorign Canones zugleich. Motu recto e contrario | eenstemmig genoteerd, is *eigenlijk 3 canons in 1, tweestemmig, cirkelcanon.  |            |
| Canon 4  | motu contrario e rectu                                | eenstemmig genoteerd, tweestemmige uitwerking.                                |            |
| Canon 5  | Canon duplex a 4                                      | tweestemmig genoteerd, vierstemmige uitwerking.                               |            |
| Canon 6  | Canon simplex ueber besagtes Fundament, a 3           | tweestemmig genoteerd, driestemmige uitwerking.                               |            |
| Canon 7  | Idem a 3                                              | tweestemmig genoteerd, driestemmige uitwerking.                               |            |
| Canon 8  | Canon simplex, il sogetto in Alto                     | tweestemmig genoteerd, driestemmige uitwerking.                               |            |
| Canon 9  | Canon in unisono post semifusam. a 3                  | tweestemmig genoteerd, driestemmige uitwerking.                               |            |
| Canon 10 | Alio modo, per syncopationes et per ligaturas,a 2     | Bach noteerde 2 versies, bij de 2e versie schrijft hij evolutio, tweestemmig. |            |
| Canon 11 | Canon duplex uebers Fundament a 5                     | driestemmig genoteerd, vijfstemmige uitwerking.                               |            |
| Canon 12 | Canon duplex ueber besagte Fundamental-Noten          | driestemmig genoteerd,vijfstemmige uitwerking.                                |            |
| Canon 13 | Canon triplex, a 6                                    | driestemmig genoteerd, zesstemmige uitwerking.                                |            |
| Canon 14 | Canon a 4 per Augmentationem et Diminutionem          | eenstemmig genoteerd, vierstemmige uitwerking.                                |            |